# Oskar Fischer
Oskar Fischer (Aš, Checoslovaquia, 19 de marzo de 1923-Berlín, 2 de abril de 2020) fue un político alemán que se desempeñó como ministro de Asuntos Exteriores de la República Democrática Alemana de 1975 a 1990.

## Biografía
Fischer se desempeñó como embajador de la Alemania Oriental en Bulgaria durante cuatro años. Fue viceministro de Relaciones Exteriores de 1965 a 1975.[cita requerida] Fue nombrado miembro del Comité Central del Partido Socialista Unificado de Alemania (SED) en 1971. Fue nombrado ministro de Asuntos Exteriores el 3 de marzo de 1975.[cita requerida] Fischer reemplazó a Otto Winzer en el puesto, luego de haber sido destituido este último por mala salud.
Oscar Fischer fue el primer miembro del gabinete de Alemania Oriental en visitar al papa Juan Pablo II en la Ciudad del Vaticano en 1978. Fischer también visitó varios Estados europeos, incluidos Austria, Dinamarca y los Países Bajos. Desempeñó el cargo hasta el 12 de abril de 1990.
A principios de la década de 2000, Fischer se desempeñó como uno de los asesores de Gabriele Zimmer.
Falleció a los noventa y siete años en Berlín el 2 de abril de 2020.

## Distinciones
En 1973 Fischer fue condecorado con la Orden Patriótica al Mérito (Vaterländischer Verdienstorden). En 1983 recibió la Orden de Karl Marx, máxima orden de la República Democrática Alemana. 